# Marquise (együttes)
A Marquise barokk kosztümös kamaraegyüttes. A barokk, rokokó és kora klasszikus muzsika élményét verselő konferálás, korabeli festmények által ihletett kosztümök, kiegészítők és színpadi játék teszik még teljesebbé. Koncertműsoraikat különböző témákra építik fel (pl: Rokokó szalon, Bűvös éj, Velencei karácsony, stb). Az előadásokon virtuóz és lírai áriák, két szopránra írt duettek és hangszeres szólóművek szerepelnek.
A Marquise speciális hangzásvilágát a férfi szoprán hang és a női szoprán együttese adja. Az instrumentális kíséretet a barokk házimuzsikát idéző csembaló, furulya és cselló szolgáltatják. A zenei élmény kifinomult technikáját és stílusát magyar, angol, holland és bécsi régizenei környezetben tanulták a művészek. A Marquise együttesnek az elmúlt években több mint 160 koncertje volt magyar és külföldi helyszíneken, főként kastélyokban és fesztiválokon. Állandó fellépő együttese a Gödöllői Királyi Kastélynak(Grassalkovich-kastély (Gödöllő)).

## Tagok
- Blaskovics-Felszeghy Judit – ének
- Blaskovics László – ének
- Kocsis Dénes – próza
- Gál Márta – csembaló
- Kállay Katalin, Szalai Zsófia – furulya
- Vályi Csilla, Kállay Ágnes – cselló

## Koncertműsorok
- Rokokó szalon
- Barokk utazás
- Charpentier négy évszak
- Handel duettek
- Mozart szalon
- Francia szalon
- Marquise templomi koncert
- Barokk karácsony
- Karneváli koncert

## Jelentősebb koncertek
| Helyszín                                       | Koncertműsor                             | Fesztivál, Esemény                     | Dátum                                    |
| ---------------------------------------------- | ---------------------------------------- | -------------------------------------- | ---------------------------------------- |
| Magyar Rádió Márvány terem                     | Marquise koncert                         |                                        | 2004                                     |
| Magyar Kultúra Alapítvány                      | Marquise koncert                         | Koncertsorozat: 25 koncert             | 2005, 2006                               |
| Grassalkovich-kastély (Gödöllő) barokk színház | Marquise koncertek, több mint 20 koncert | Barokk napok                           | 2005, 2006, 2007, 2008, 2009, 2010, 2011 |
| Zichy palota, Győr                             | Barokk szalon                            | Barokk bál                             | 2005                                     |
| Kisvárda                                       | Barokk szalon                            | régizenei napok                        | 2005                                     |
| Régi Zeneakadémia                              | Marquise koncert                         | Szombati matiné koncertek              | 2005, 2006, 2007, 2008                   |
| Győr                                           | Pathelin mester                          | Barokk esküvő                          | 2006, 2010                               |
| Esterházy kastély, Tata                        | Barokk szalon                            | Víz, virág, zene fesztivál             | 2006                                     |
| Millenáris Park                                | Pathelin mester                          | Előadás                                | 2006                                     |
| Nyírbátor                                      | Marquise koncert                         | Nyírbátori napok: 2 koncert            | 2007                                     |
| Velence Hotel Bauer                            | Marquise koncert                         | Velencei karnevál                      | 2008                                     |
| Pécel                                          | Bűvös éj                                 | Bornapok                               | 2008                                     |
| Mátyás-templom                                 | Händel: Messiás                          |                                        | 2008                                     |
| Brockhall, Anglia                              | Barokk szalon                            | Brockhall koncertsorozat               | 2009                                     |
| Cranford Hall, Anglia                          | Handel duettek                           |                                        | 2009                                     |
| Boughton House, Anglia                         | Handel duettek                           |                                        | 2009                                     |
| Aynhoe Park, Anglia                            | Handel duettek                           |                                        | 2009                                     |
| Fawsley hall, Anglia                           | Handel duettek                           |                                        | 2009                                     |
| St. Michaels Church, Oxford, Anglia            | Marquise koncert                         | Jótékonysági koncert                   | 2009                                     |
| Kapolcs                                        | Marquise koncertek                       | Művészetek Völgye                      | 2010, 2011                               |
| Staunton Harold, Anglia                        | Haydn és Mozart                          |                                        | 2010                                     |
| Nagytétényi Kastélymúzeum                      | Barokk karácsony                         | Karácsony a kastélyban                 | 2010                                     |
| Művészetek Palotája, Fesztiválszínház          | Vendégségben a Napkirálynál: 2 koncert   | A Királyok zenéjétől a zenék királyáig | 2011                                     |
| Sulgrave Manor, Anglia                         | Szerelmes duettek                        |                                        | 2011                                     |
| Kimbolton, Anglia                              | Barokk szalon                            | Kimkbolton koncertsorozat              | 2011                                     |
| Esterházy kastély Pápa                         | Barokk szalon                            | Kastélymegnyitó                        | 2011                                     |
| Szlovénia                                      | Barokk szalon                            | Brezice Fesztivál: 3 koncert           | 2011                                     |
| Horvátország                                   | Barokk szalon, Templomi koncert          | Varasdi Barokk Estek: 8 koncert        | 2011                                     |
| Szlovákia                                      | Templomi koncert                         | Ars Antiqua Fesztivál                  | 2011                                     |

## További koncertek
- 2004: Magyar püspöki konferencia, Orvoskongresszus, Lion’s klub, Bécsi Román Kulturális Intézet, Máltai lovagok avatásai, Budapest Plázs
- 2005: Kiscelli múzeum, Pilisvörösvári Napok, Martonvásár kiállításmegnyitó, Hatvan könyvtár, Pestlőrinc Régi Városháza
- 2006: Újpest Polgárcentrum, Budavári labirintus, Kőbányai Evangélikus Templom, Zalaegerszeg Apáczai Csere János ÁMK
- 2007: Fővárosi Szabó Ervin könyvtár, Pilisvörösvár, Bécs házikoncert
- 2008: Zalaegerszeg Városi Hangversenyterem, Pestszentlőrinc Régi városháza, Pilisvörösvár, Egyetemi templom
- 2009: Gödöllői Királyi Kastély
- 2010: Pilisvörösvár, Fővárosi Szabó Ervin Könyvtár Zenei Gyűjtemény
- 2011: Gödöllői Királyi Kastély

## TV-, rádióriportok, műsorok
- Bartók Rádió (2004)
- Civil rádió (2005)
- TV2 Luxor Show (2005)
- RTL Klub reggeli műsor (2006)
- Duna TV Mentor műsor (2007)
- M2 Riport műsor Blaskovics Lászlóval(2008)
- Varasd(Horvátország) TV Riport (2011)

## Díjak
- Duna TV Mentor díj (2007)

## Hangfelvételek
- YouTube